# 莫瓦西尔·斯克利亚
莫瓦西尔·斯克利亚（Moacyr Jaime Scliar，1937年3月23日—2011年2月27日）是一位巴西作家和医生。他在其著作中探討了巴西的犹太人身份認同。
莫瓦西尔·斯克利亚生于南里奥格兰德州阿雷格里港的一个犹太人家庭，他們一家于1919年从比薩拉比亞移民到巴西。他于1962年毕业，他在學校期間主修的是公共卫生。他畢業後先是在阿雷格里港一家犹太人医院工作，后来从事结核病预防和治疗工作。 
莫瓦西尔·斯克利亚是一位多产作家，他出版了100多本葡萄牙語书籍。